# Phelipara moringae
Phelipara moringae là một loài bọ cánh cứng trong họ Cerambycidae.